# Bett1HULKS Championship 2020
Il Bett1HULKS Championship è stato un torneo di tennis giocato nei campi in cemento al coperto. È stata la 1ª edizione del torneo, facente parte della categoria ATP Tour 250 nell'ambito dell'ATP Tour 2020. Il torneo si è giocato alla Lanxess Arena di Colonia in Germania, dal 19 al 25 ottobre 2020. È stato organizzato a seguito delle tante cancellazioni dovute alla pandemia di COVID-19.

## Partecipanti al singolare

### Teste di serie
| Nazionalita | Giocatore             | Ranking* | Testa di serie |
| ----------- | --------------------- | -------- | -------------- |
| Germania    | Alexander Zverev      | 7        | 1              |
| Argentina   | Diego Schwartzman     | 8        | 2              |
| Canada      | Denis Shapovalov      | 12       | 3              |
| Spagna      | Roberto Bautista Agut | 13       | 4              |
| Canada      | Félix Auger-Aliassime | 22       | 5              |
| Polonia     | Hubert Hurkacz        | 31       | 6              |
| Germania    | Jan-Lennard Struff    | 32       | 7              |
| Francia     | Adrian Mannarino      | 38       | 8              |
| Croazia     | Marin Čilić           | 40       | 9              |

* Ranking al 12 ottobre 2020.

### Altri partecipanti
I seguenti giocatori hanno ricevuto una wild card per il tabellone principale:
- Daniel Altmaier
- Andy Murray
- Jannik Sinner

I seguenti giocatori sono entratI in tabellone come special exempt:
- Marco Cecchinato
- Danilo Petrović

I seguenti giocatori sono passati dalle qualificazioni:

- Damir Džumhur
- Jahor Herasimaŭ
- Pierre-Hugues Herbert
- Dennis Novak

I seguenti giocatori sono entrati in tabellone come lucky loser:
- James Duckworth
- Sumit Nagal
- Oscar Otte
- Alexei Popyrin

### Ritiri
Prima del torneo
- Roberto Bautista Agut → sostituito da  Sumit Nagal
- Hubert Hurkacz → sostituito da  James Duckworth
- Filip Krajinović → sostituito da  Yoshihito Nishioka
- Gaël Monfils → sostituito da  Steve Johnson
- Andy Murray → sostituito da  Alexei Popyrin
- Benoît Paire → sostituito da  Gilles Simon
- Guido Pella → sostituito da  Tennys Sandgren
- Danilo Petrović → sostituito da  Oscar Otte
- Sam Querrey → sostituito da  Fernando Verdasco
- Lorenzo Sonego → sostituito da  Jordan Thompson
- Stan Wawrinka → sostituito da  Alejandro Davidovich Fokina

## Partecipanti al doppio

### Teste di serie
| Nazione  | Giocatore      | Nazione  | Giovatore              | Ranking* | Testa di serie |
| -------- | -------------- | -------- | ---------------------- | -------- | -------------- |
| Polonia  | Łukasz Kubot   | Brasile  | Marcelo Melo           | 24       | 1              |
| Austria  | Oliver Marach  | Croazia  | Mate Pavić             | 32       | 2              |
| Germania | Kevin Krawietz | Germania | Andreas Mies           | 37       | 3              |
| Austria  | Jürgen Melzer  | Francia  | Édouard Roger-Vasselin | 55       | 4              |

* Ranking aggiornato al 12 ottobre 2020.

### Altri partecipanti
Le seguenti coppie hanno ricevuto una wildcard per il tabellone principale:
- Daniel Altmaier /  Oscar Otte
- Alexander Zverev /  Miša Zverev

### Ritiri
Durante il torneo
- Fernando Verdasco

## Punti e montepremi
| Torneo              | V       | F       | SF      | QF     | 2T     | 1T     | Q    | Q2     | Q1     |
| Singolare           | 250     | 150     | 90      | 45     | 20     | 0      | 12   | 6      | 0      |
| Premi in denaro (€) | €24 880 | €19 790 | €13 195 | €9 240 | €7 425 | €5 415 | N.D. | €2 645 | €1 375 |
| Doppio              | 250     | 150     | 90      | 45     | N.D.   | 0      | N.D. | N.D.   | N.D.   |
| Premi in denaro (€) | €8 840  | €6 450  | €5 120  | €3 790 | N.D.   | €2 850 | N.D. | N.D.   | N.D.   |

## Campioni

### Singolare
Alexander Zverev ha sconfitto in finale  Diego Schwartzman col punteggio di 6-2, 6-1.
- È il tredicesimo titolo in carriera per Zverev, secondo della stagione.

### Doppio
Raven Klaasen /  Ben McLachlan hanno sconfitto in finale  Kevin Krawietz /  Andreas Mies col punteggio di 6-2, 6-4.